# 熊田・玉尾・コリューカップリング
熊田・玉尾・コリューカップリング（くまだ・たまお・コリューカップリング、Kumada-Tamao-Corriu coupling）とは、有機化学におけるクロスカップリング反応の一種で、脂肪族あるいは芳香族グリニャール試薬 (RMgX, R = alkyl or aryl) と、芳香族あるいはビニルハロゲン化物とを、ニッケルまたはパラジウム触媒の作用により縮合させて炭素-炭素結合を作る合成反応（下式）である。京都大学の熊田誠、玉尾皓平らの研究グループと ロベール・J・P・コリューらの研究グループが独自に発見し、それぞれ 1972年に報告した。その後大きく発展したパラジウムを用いる種々のクロスカップリング反応の先駆けとなった研究として、歴史的にも高く評価されている。
RMgX  +  R'X'  +  Ni または Pd 触媒 → R-R'  +  MgXX'
熊田・玉尾カップリング、熊田・コリューカップリング、熊田カップリングとも呼ばれる。

## 開発の経緯
熊田・コリューカップリングの前身となる反応が J. K. Kochi と田村益彦により報告されている。彼らは銀(I)塩を触媒として、ハロゲン化アルキルとグリニャール試薬からカップリング生成物を得ていた。また、グリニャール試薬にカップリングをさせる化学量論的な手法はそれ以前より知られていた。
熊田・玉尾らの最初の報告では、臭化フェニルマグネシウム (C6H5MgBr) などのグリニャール試薬に塩化アリールまたはビニルと、触媒として塩化ニッケルの dppe 錯体 (NiCl2(dppe)) を加えてビフェニル誘導体、スチレン誘導体などを得る手法として報告した。（dppe = 1,2-ビス（ジフェニルホスフィノ）エタン、二座配位子の一種）
コリューらの報告では、β-ブロモスチレンと臭化フェニルマグネシウムにジエチルエーテル中でニッケル触媒（Ni(acac)2 など、acac = アセチルアセトナート）を作用させて trans-スチルベンとしている。
（例）{\displaystyle {\ce {C6H5MgBr\ + Br-CH=CH-C6H5\ + Ni(acac)2}}} 触媒 {\displaystyle {\ce {->C6H5-CH=CH-C6H5({\mathit {trans}})}}}
パラジウム触媒は1975年、村橋俊一らにより導入された。テトラキス(トリフェニルホスフィン)パラジウム(0) (Pd(PPh3)4) を触媒として (Z)-ブロモスチレンと臭化メチルマグネシウム (CH3MgBr) がカップリングして立体が保持された (Z)-1-プロペニルベンゼンを与えたことなどを報告している。この反応でメチルリチウム (CH3Li) を用いると、脱離反応が優先してしまいアルキンを生じてしまう。

## 反応機構
反応機構は一般に、ハロゲン-sp2 結合への Ni(O) または Pd(O) の酸化的付加、ハロゲンとグリニャール試薬とのトランスメタル化、還元的脱離による炭素-炭素結合の生成を経るものとされている。最後の還元的脱離により0価の触媒が再生し、触媒サイクルが形成される。

## 応用
2007年、ステファン・バックワルドらにより、ビフェニル系のホスフィン配位子を持つパラジウム触媒を用いて、低温で進行する官能基許容性の高いカップリング法が報告された。
この手法ではグリニャール試薬を I/Mg ハロゲンメタル交換により低温で発生させ（Knochel の手法）、そこへ相手の基質と Pd触媒とを作用させている。